# Abadía de la Trinidad de Vendôme
La abadía de la Trinidad de Vendôme (en francés: abbaye de la Trinité de Vendôme) es una abadía francesa de fundación medieval localizada en el centro de la ciudad de Vendôme, en el departamento de Loir-et-Cher, región de Centro-Val de Loira. Si iglesia tiene una de las fachadas en estilo gótico flamígero más destacadas del país.
La iglesia de la abadía fue objeto de una clasificación al título de monumento histórico de Francia, parte de la primera lista de monumentos históricos del país, la lista de monumentos históricos de 1840, que contaba con 1034 monumentos. En 1948 se hizo una inscripción concerniente a los vestigios de la capilla de Saint-Loup y en 1949 y una nueva clasificación de las fachadas y tejados de los edificios de la antigua abadía, la sala capitular y el patio del claustro.

## Historia

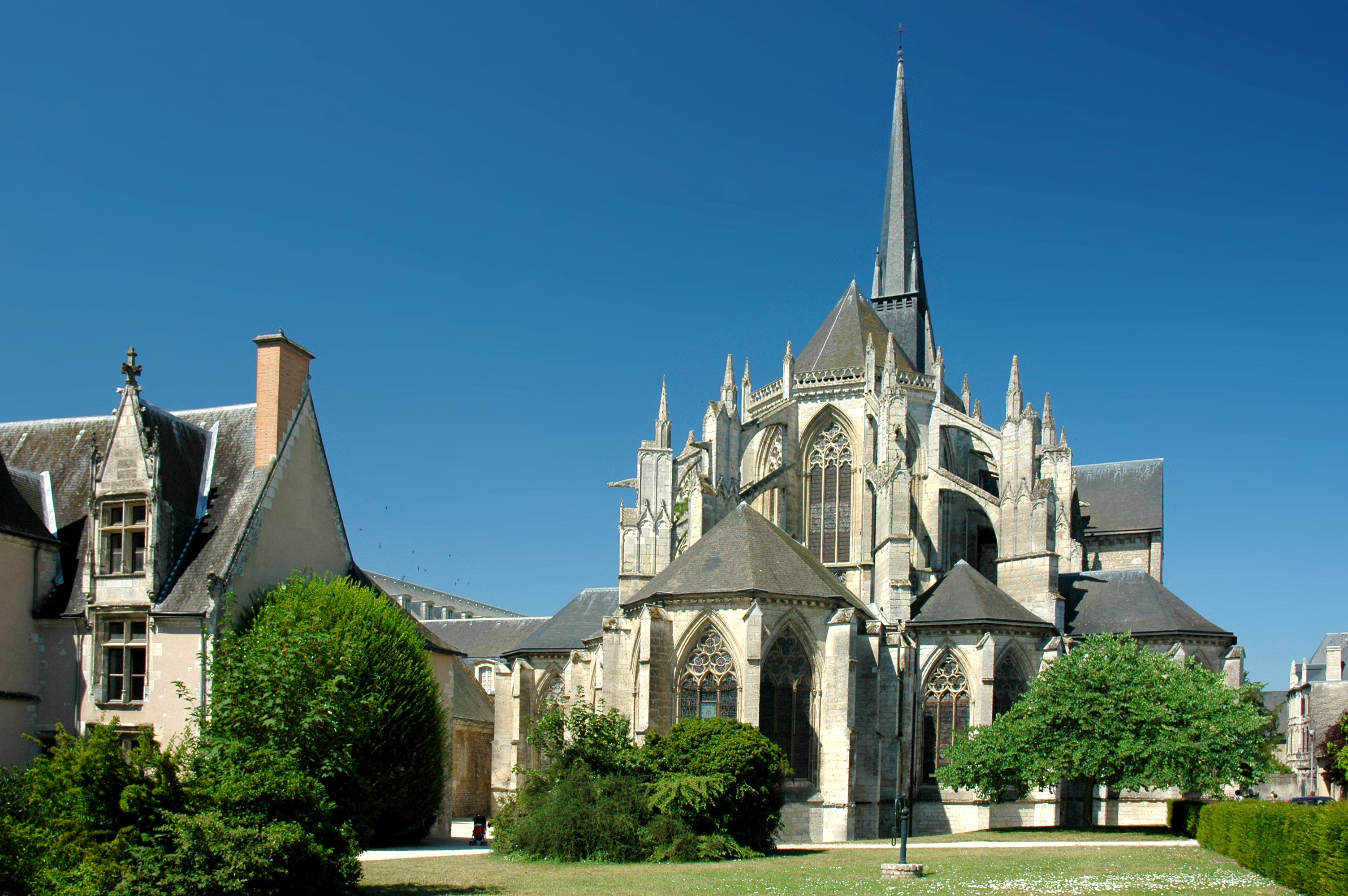
Vista de la cabecera

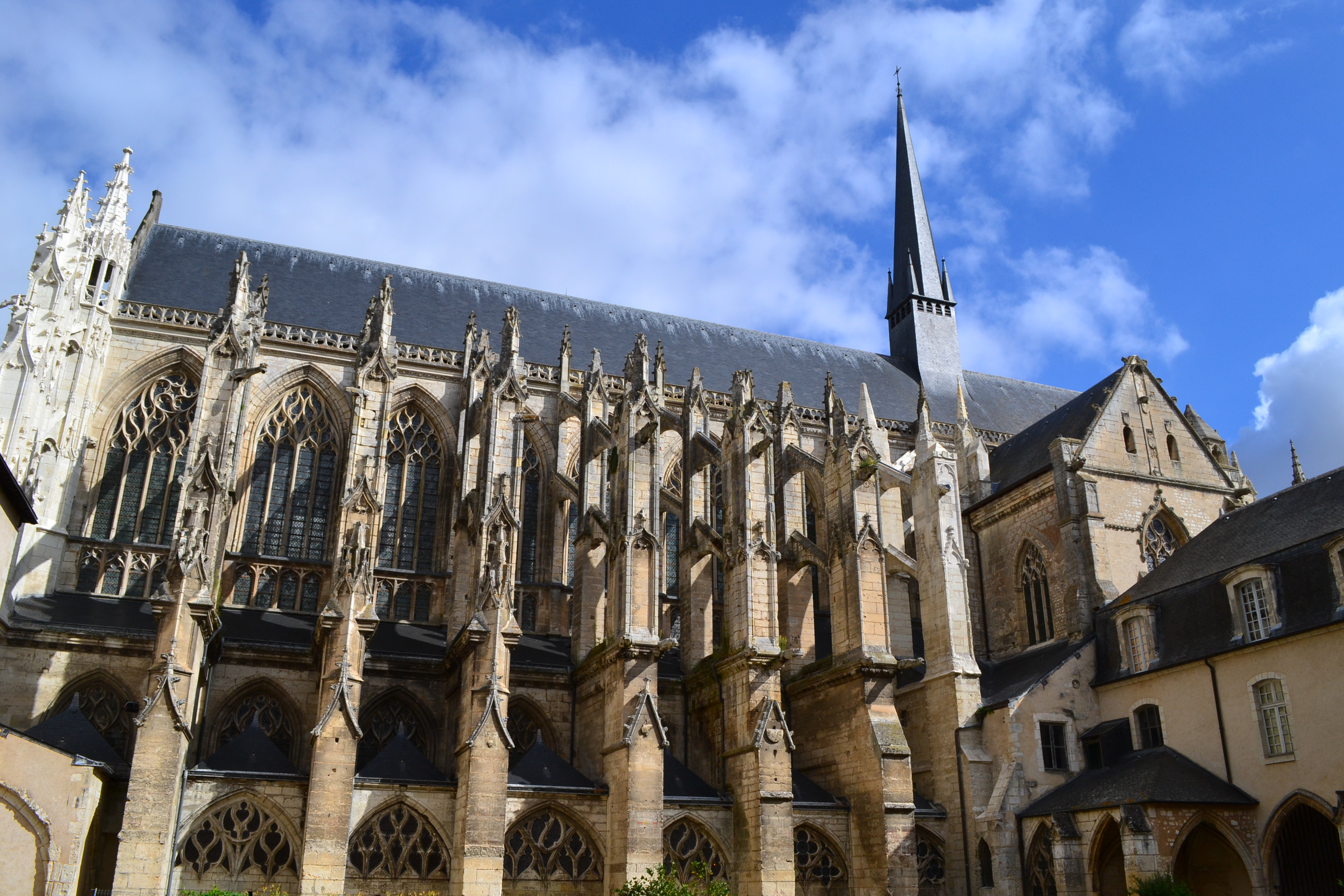
Lateral con los arbotantes

Fue fundada en 1033 por Godofredo I Martel, conde de Vendôme y su primera esposa, Inés de Borgoña. Fue consagrada el 31 de mayo de 1040, un mes antes de que Godofredo se convirtiese en conde de Anjou. La leyenda dice que el conde de Vendôme vio tres estrellas caer en un pozo y viendo en ello una señal divina, decidió erigir en el sitio una abadía. Sus primeros monjes fueron cluniacenses llegados de la abadía de Marmoutier, cerca de Tours  y fue dotada con muchos lugares, por ejemplo la isla de Oloron.
La abadía fue puesta en 1047 bajo la autoridad directa del Papa y de nadie más. Este hecho fue aceptado por el obispo Thierry de Chartres y por el rey Enrique I de Francia en 1056. En 1063, a sus abades se les concedió el derecho de ser cardenales. Rápidamente muy próspera, la abadía entró con frecuencia en conflicto con los condes de Vendome acerca de sus respectivos derechos, conflictos en el que a menudo resultó beneficiada y algunos, como Geoffrey Jordan, fueron excomulgados.
En 1271, la iglesia abacial fue reconstruida en estilo gótico flamígero. El coro fue acabado en 1308. El transepto románico se conservó por falta de recursos. En 1506 la fachada, de estilo gótico tardío, se edificó.
En 1539, la abadía quedó bajo al régimen de la comienda.  En 1621 fue puesta en manos de la congregación de San Mauro. Uno de los más famosos mauristas, Luc d'Achery, profesó en Vendôme.
Durante la Revolución, se convirtió en una iglesia parroquial y luego fue vendida. En 1802 los edificios monásticos albergaban las caballerizas locales. En el siglo XIX se sometió a una campaña de restauración dirigida por el arquitecto Émile Boeswillwald (1815-1896), un colaborador de Eugène Viollet-le-Duc.
En 1907 los edificios del claustro fueron demolidos sustancialmente para ser usados por los militares. Las edificaciones de la abadía que subsisten albergan un pequeño museo dedicado a los vendômois. Los manuscritos del monasterio se conservan principalmente en la biblioteca de la ciudad.
La iglesia funcionó hasta hace poco oficiándose una misa entre semana.

## Arquitectura
La abadía de la Trinidad es un monumento importante de la Edad Media francesa. Incluye elementos arquitectónicos del siglo XI, un coro del siglo XIV, un alto campanario románico de 80 metros, una fachada flamígera.
Albergaba la reliquia de la Santa Lágrima, pero se perdió en el transporte de Vendome a Roma.

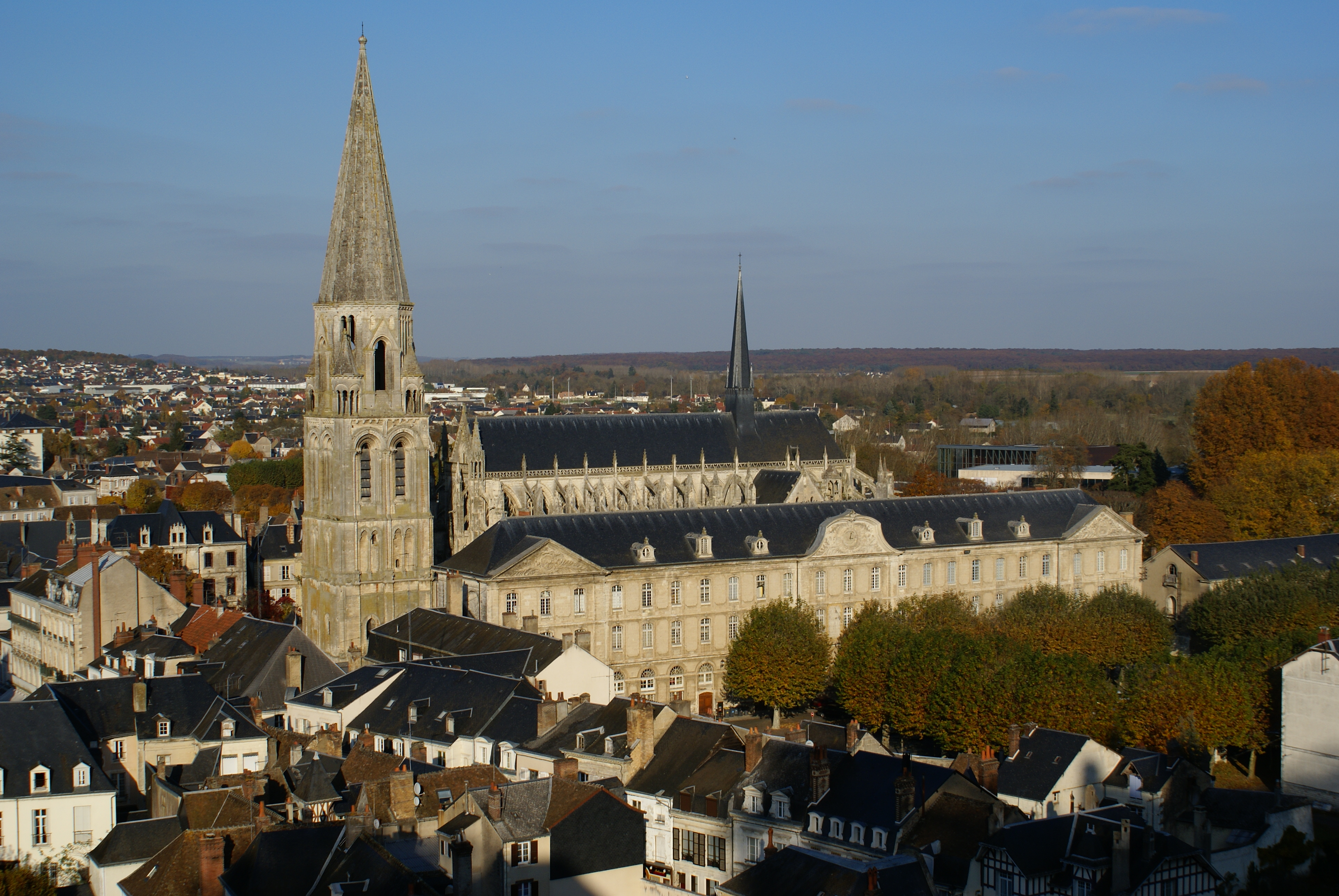
Vista de la iglesia abacial
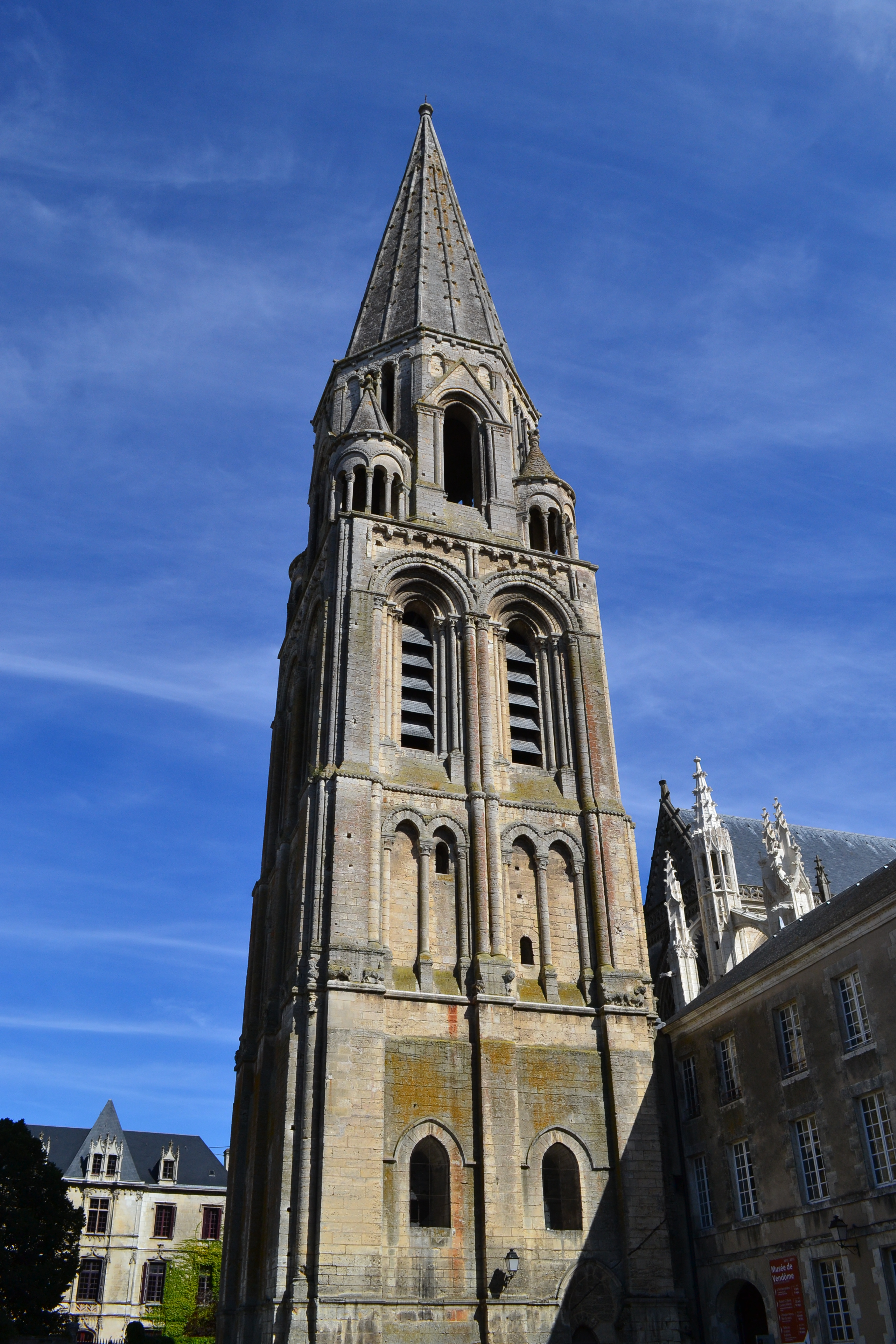
Vista del campanario
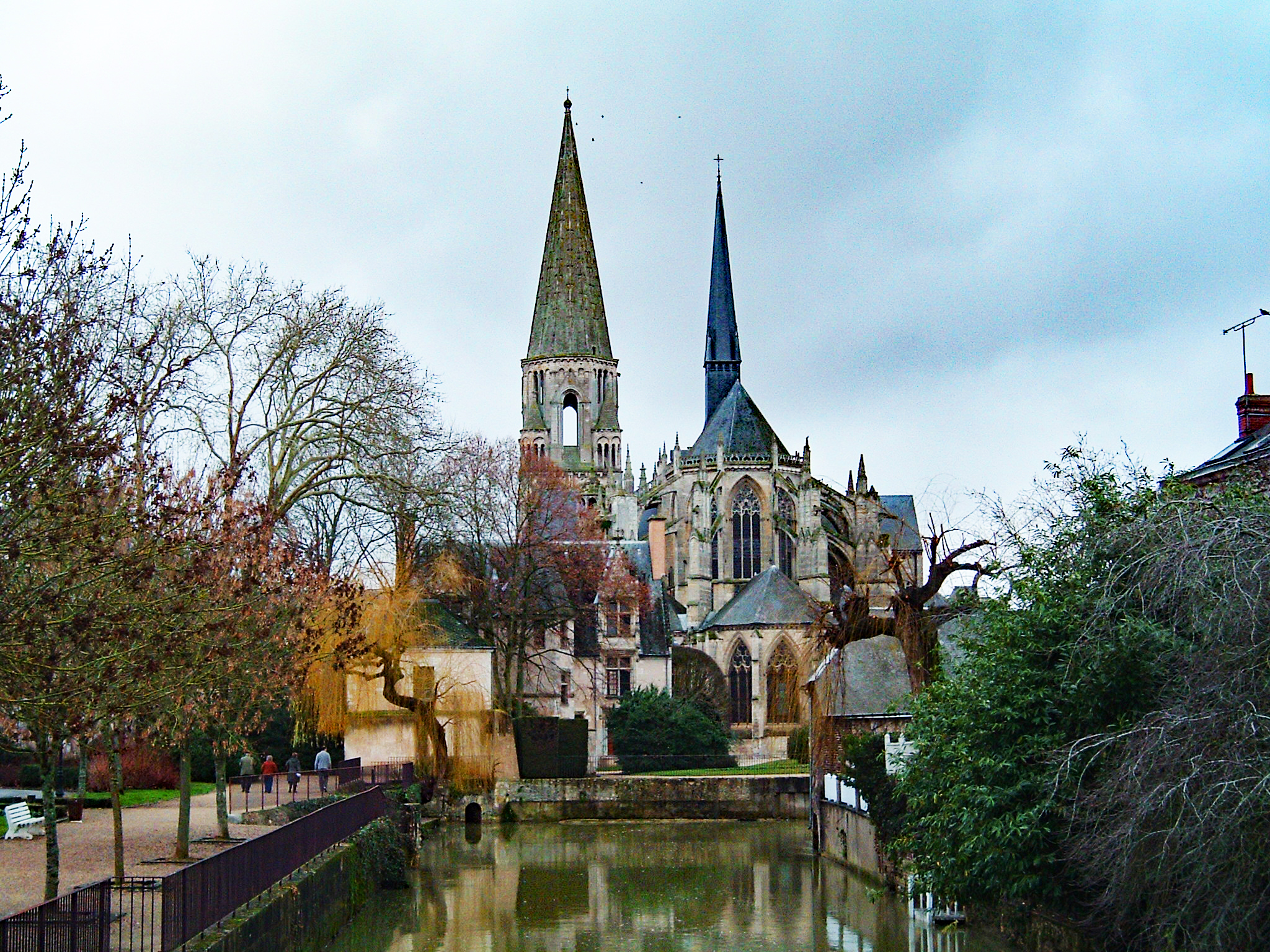
El campanario románico de la Trinité, a izquierda, y la iglesia gótica de la Trinité, a derecha.
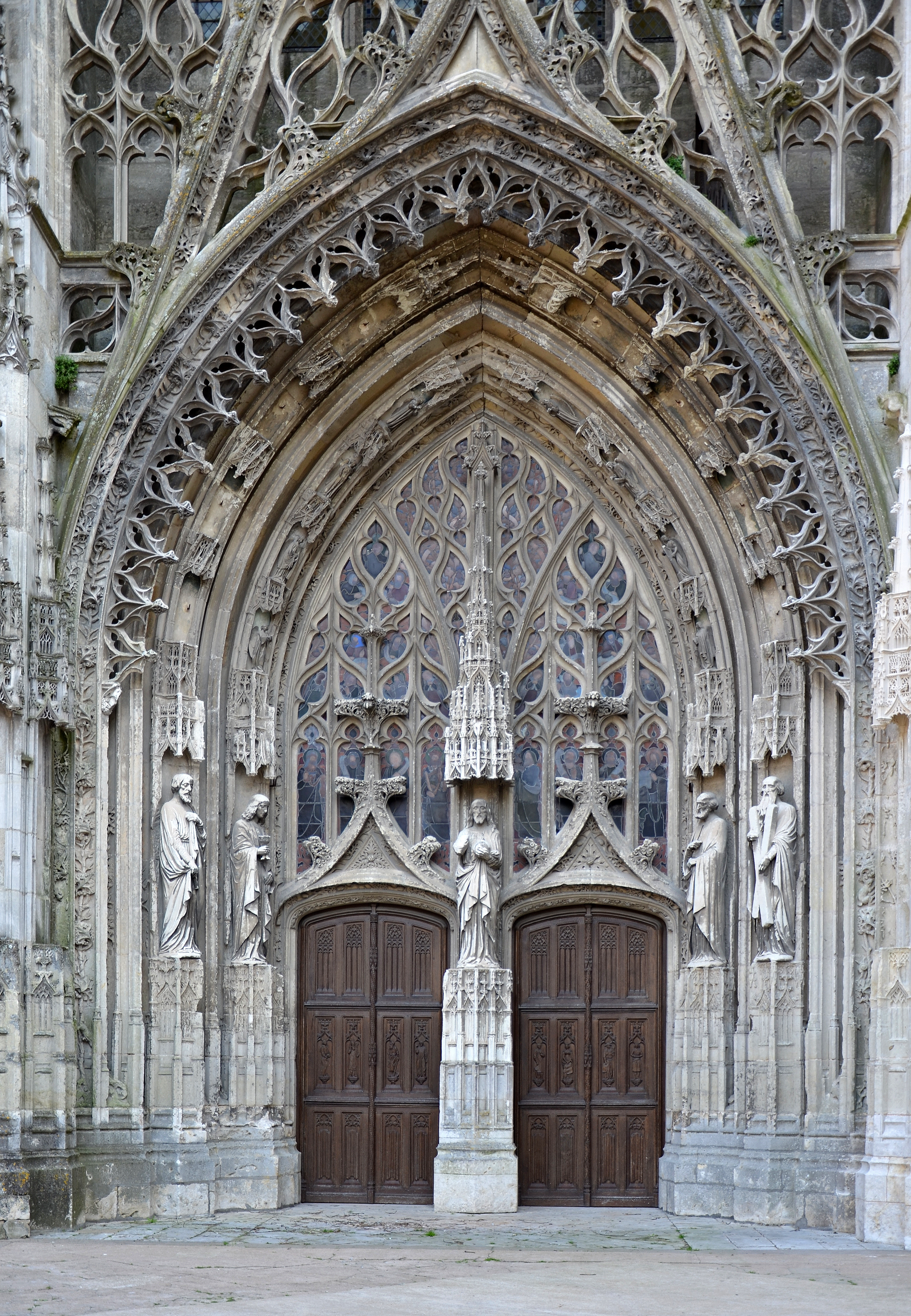
Portal de la fachada

Detalles interiores
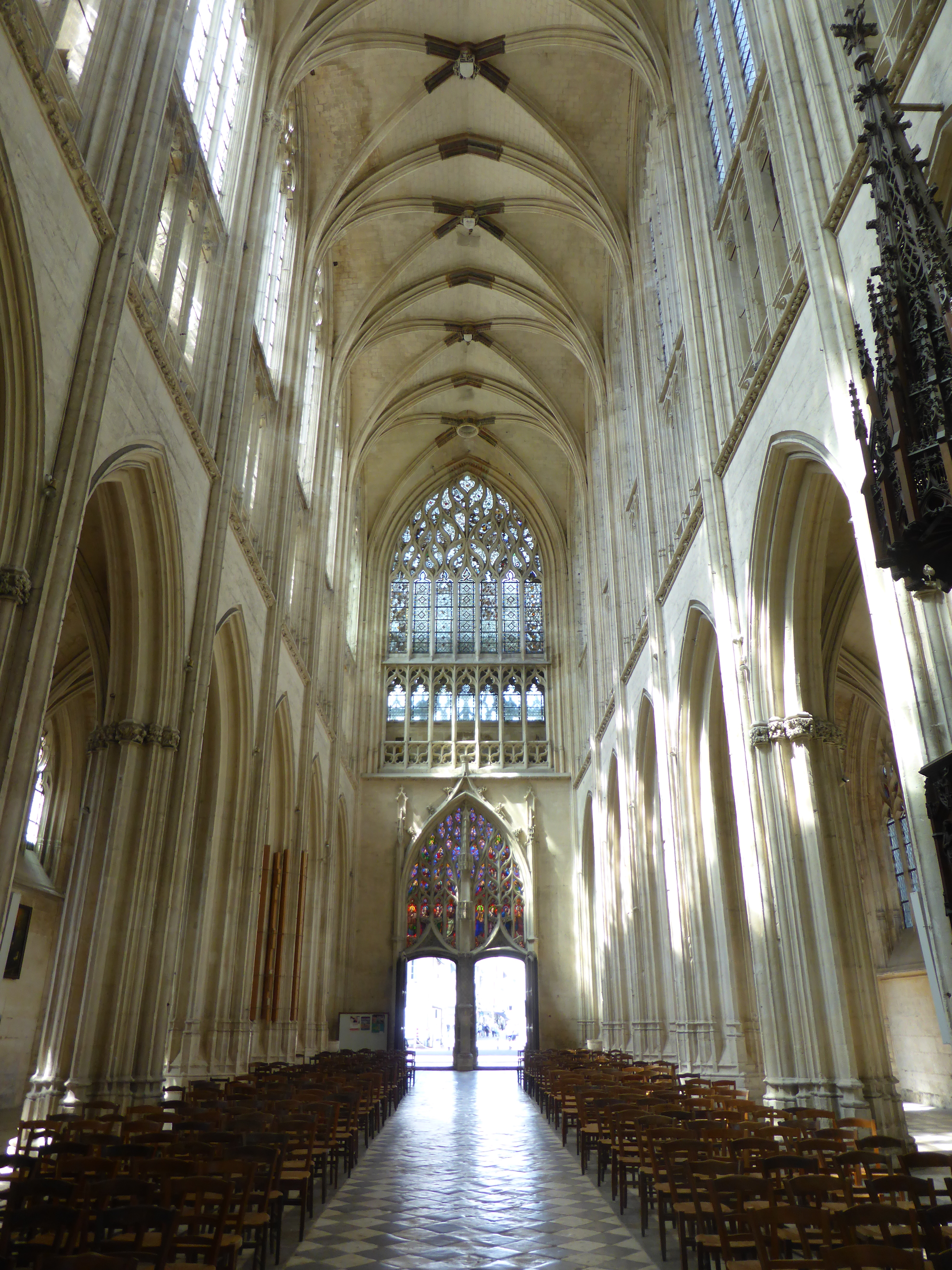
Nave interior
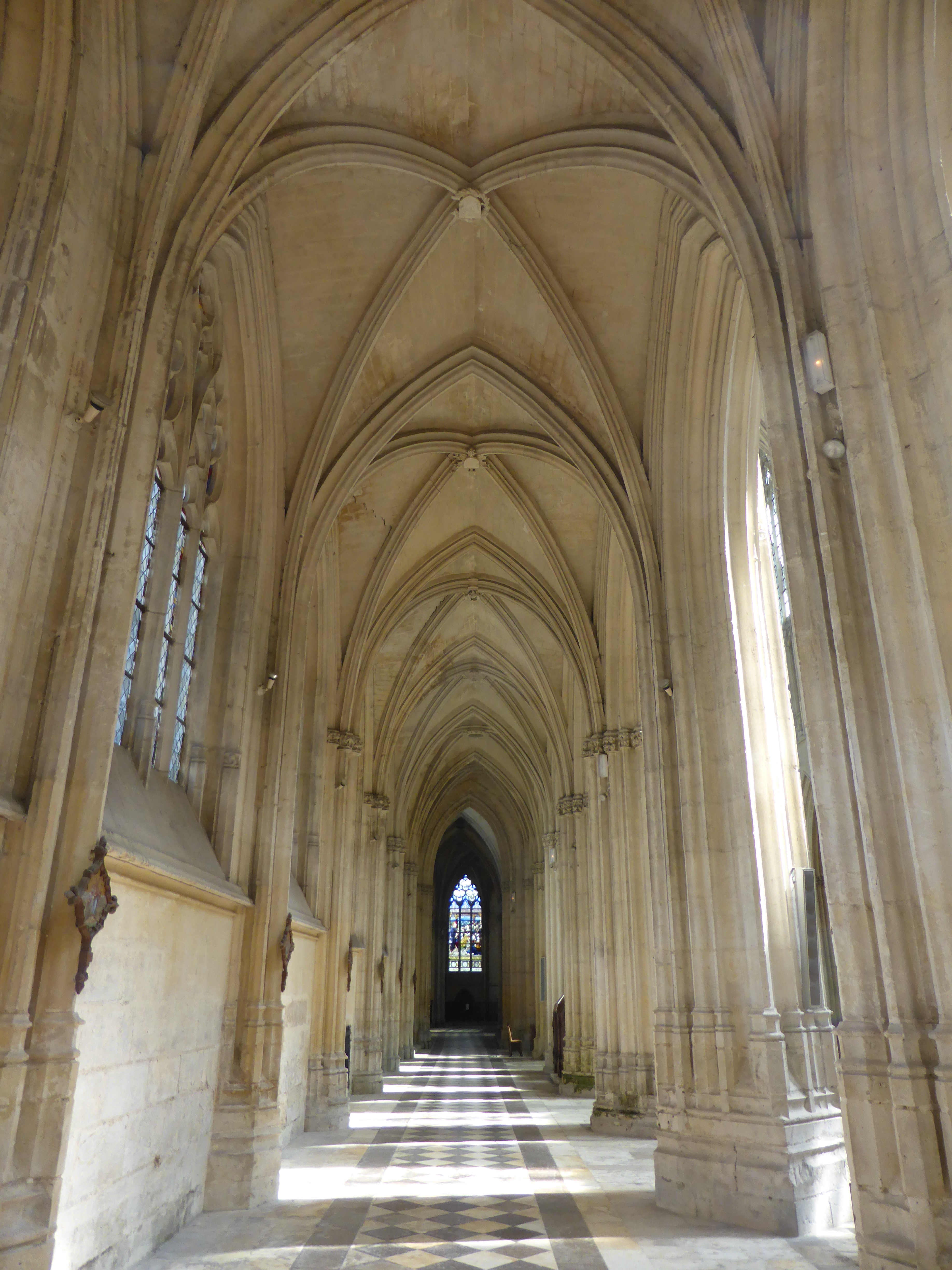
nave lateral
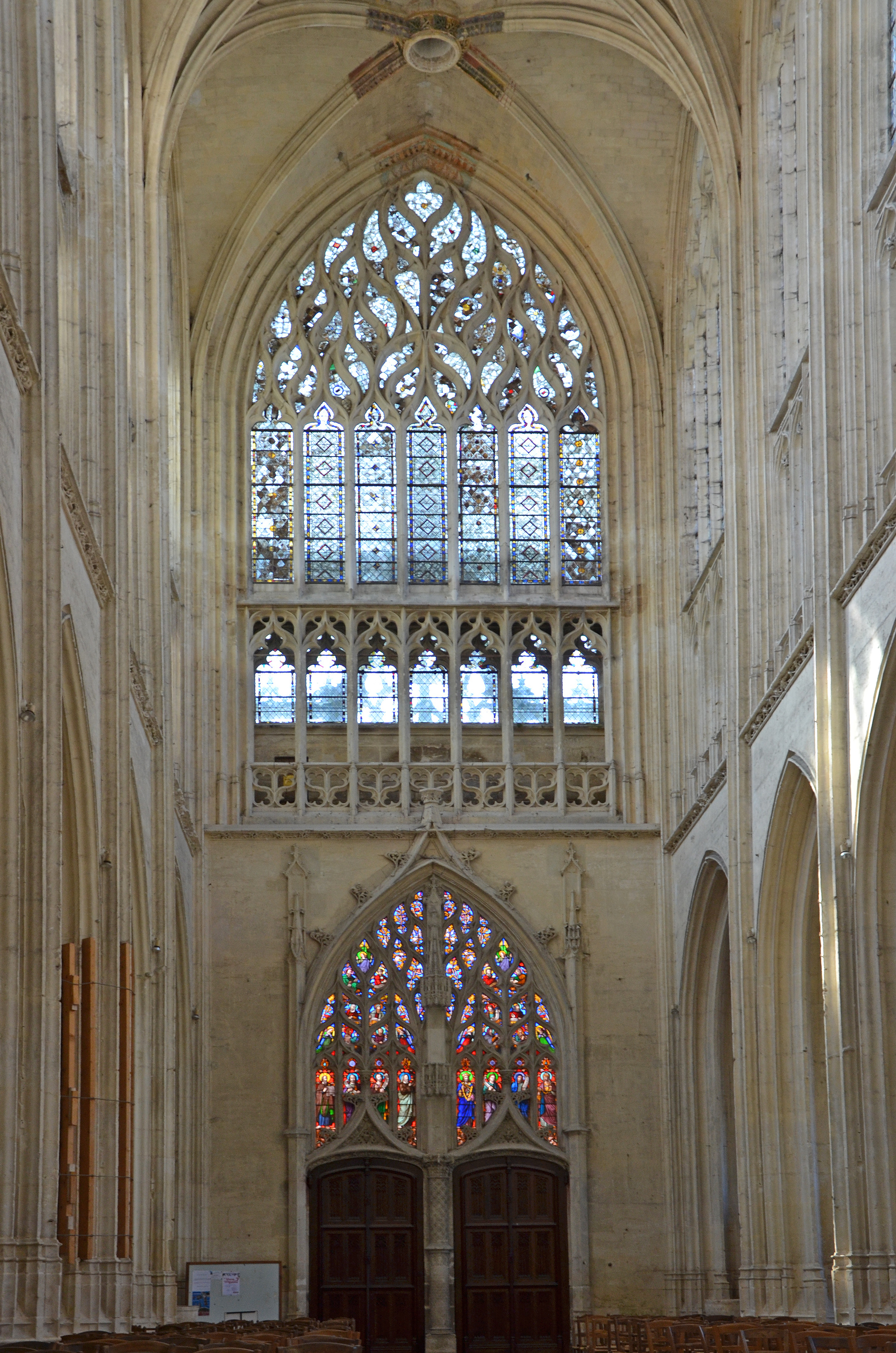
Nave interior
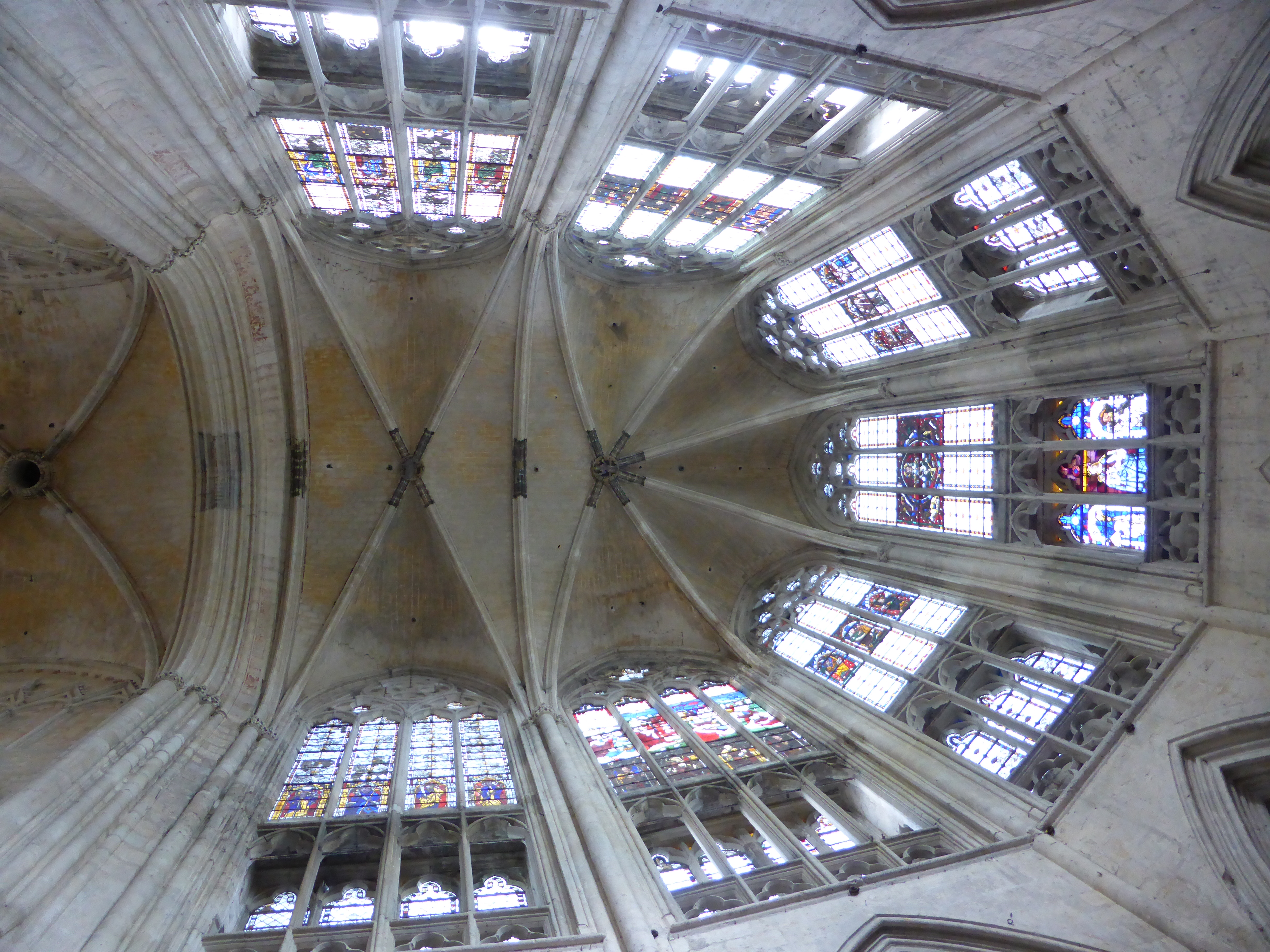
Vista de las bóvedas del coro

## Abades
- Geoffroi de Vendôme, (1070-1132), que indujo una política de radiación de su abadía y recibió dos papas en la abadía, Urbano II después Pascual II;
- Charles Leduc (1766-1800), abad, hijo ilegítimo de Luis de Borbón-Condé, conde de Clermont, señor de Berny y de Elisabeth Leduc, bailarín, marques de Tourvoie.

## Monjes y visitantes célebres
- Dom Jean Thiroux (1663-1731), monje escribano que hizo su profesión el 29 de abril de 1681